# 94,3 RS2
94,3 RS2 ist ein privater Hörfunksender für Berlin und Brandenburg. Er bietet ein Vollprogramm mit Popmusik.

## Betreiber
94,3 RS2 wird von der Radio-Information Audio-Service Zwei GmbH betrieben, deren Gesellschafter zu 43 % die NWZ Funk- und Fernsehen GmbH & Co. KG, zu 43 % die Regiocast GmbH & Co. KG, zu 7 % Reinhard Köser treuhänderisch für die NWZ und zu 7 % Stefanie Pehlke sind.

## Geschichte

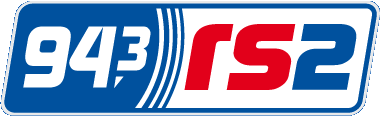
Früheres Logo von 94,3 RS2

Logo bis September 2023

Im Zuge der Umstrukturierung der Rundfunklandschaft nach der deutschen Wiedervereinigung entstand 94,3 RS2 aus dem zweiten Programm des Rundfunks im amerikanischen Sektor (RIAS). Zum 1. Juni 1992 wurde RIAS 2 privatisiert, und der Nachfolgesender übernahm die Berliner Frequenz 94,3 MHz. Der Sender wurde nach der Privatisierung zunächst vom ehemaligen NDR-Intendanten Peter Schiwy geleitet, der auch einen Anteil von 44 % an der Station hielt.
Das Programm wird heute weniger aufwendig produziert als zu West-Berliner Zeiten, und die Mitarbeiterzahl ist entsprechend deutlich niedriger als bei RIAS 2. Die Berliner Zeitung schreibt rückblickend über den Start von 94,3 RS2: „Der Sender fiel im Kampf um Quote vor allem durch Hörer-Bestechung und bizarre Aktionen auf. So belohnte man Radiohörer mit 500 Mark in bar, die sich auf der Straße dazu bekannten, zu 94,3 RS2 gewechselt zu haben.“
Ende der 1990er Jahre und Anfang der 2000er schaltete 94,3 RS2 Frequenzen im Oderland, in der Uckermark und im Süden Brandenburgs auf.
94,3 RS2 ist Medienpartner von Hertha BSC.

## Programm
Das Programm von 94,3 RS2 besteht aus Nachrichten, Servicemeldungen, Unterhaltung, Beiträgen und vorrangig aktueller Musik. Gelegentlich werden auch ältere Hits ab den 1990er Jahren gespielt. Der Sender wird auf den Frequenzen in vier Bereiche für regionale Nachrichten, Beiträge, Veranstaltungstipps und Servicemeldungen aufgeteilt. Abgesehen von den Regionalisierungen auf den Brandenburger Frequenzen wird der programmliche Schwerpunkt des Senders allerdings eindeutig auf Berlin gesetzt.

## Moderatoren
Moderatoren sind Clarissa von Bostell, Nick Sawatzki, Sarah Berg, Katrin Schifelbein, Patty Gerndt, Volker Marczynkowski, Alicia van Elten, Jessica Witte-Winter, Samuel Mache und Barbara Schöneberger.

## Sendersitz und Sendegebiet

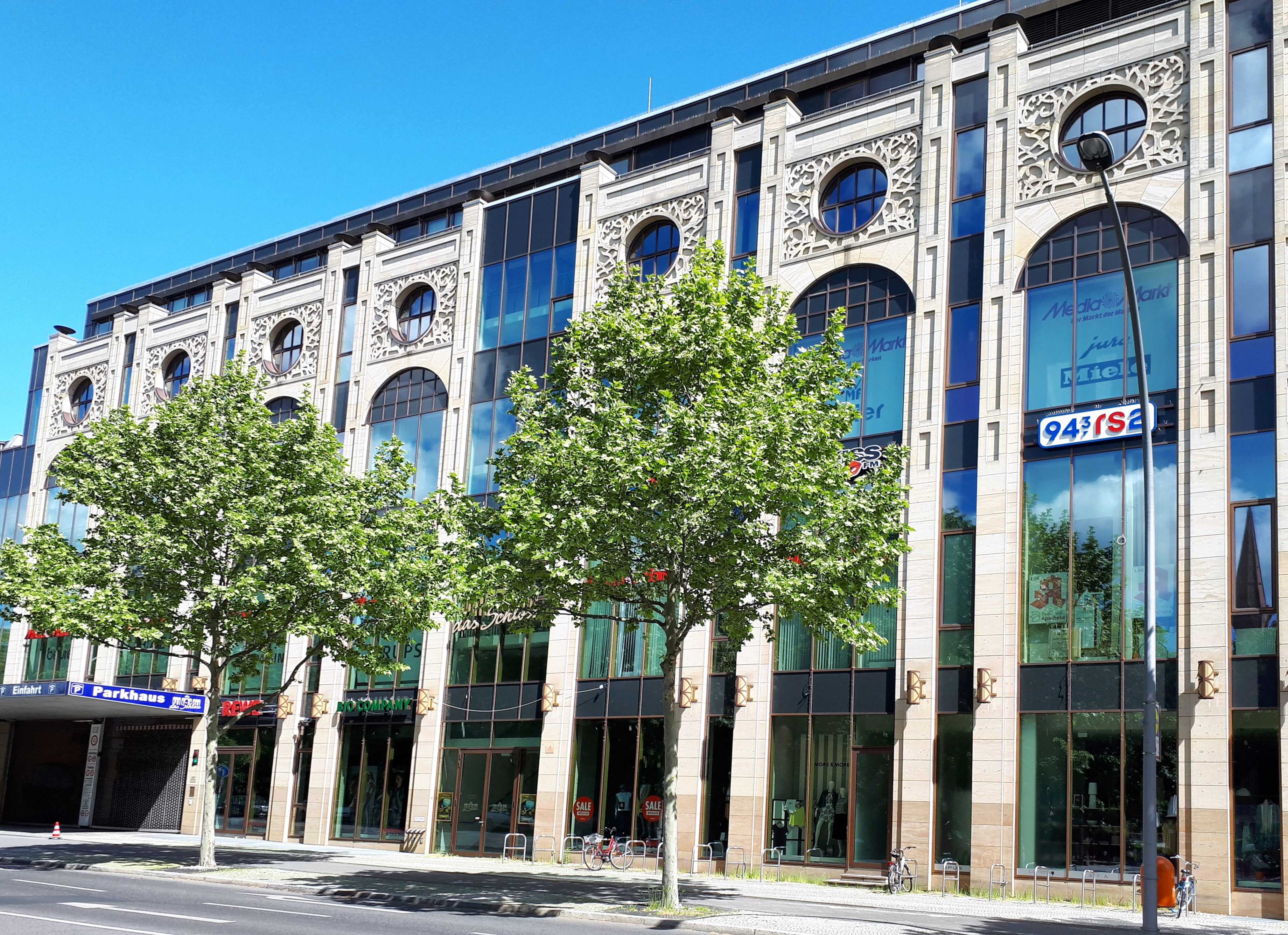
„Das Schloss“ mit 94,3 RS2

Der Sitz von 94,3 RS2 befindet sich heute zusammen mit dem Berliner Rundfunk 91.4 und 98.8 Kiss FM im Gebäude des Einkaufszentrums „Das Schloss“ in Berlin-Steglitz.
Zum Sendegebiet gehören die Bundesländer Berlin und Brandenburg. 

## Frequenzen
Analog (UKW)
| UKW-Standort                          | Frequenz in MHz | Regionalisierung  | Leistung |
| ------------------------------------- | --------------- | ----------------- | -------- |
| Berlin, Fernsehturm am Alexanderplatz | 94,3            | Berlin und Umland | 25 kW    |
| Angermünde                            | 107,3           | Uckermark         | 20 kW    |
| Frankfurt (Oder)                      | 94,7            | Oderland          | 3 kW     |
| Cottbus                               | 95,6            | Lausitz           | 1,3 kW   |
| Forst                                 | 103,9           | Lausitz           | 6,3 kW   |
| Lübben                                | 100,1           | Lausitz           | 3 kW     |
| Finsterwalde                          | 96,7            | Lausitz           | 1 kW     |
| Spremberg                             | 106,3           | Lausitz           | 4 kW     |
| Lauchhammer                           | 91,3            | Lausitz           | 1 kW     |

Digital (DAB+)
| DAB+-Standort                         | Mux | Regionalisierung  | kByte/s | Leistung |
| ------------------------------------- | --- | ----------------- | ------- | -------- |
| Berlin, Fernsehturm am Alexanderplatz | 12D | Berlin und Umland | 72 kbps | 10 kW    |
| Berlin (Schäferberg)                  | 12D | Berlin und Umland | 72 kbps | 2 kW     |
| Frankfurt (Oder) / Booßen             | 12D | Berlin und Umland | 72 kbps | 5 kW     |
| Cottbus / Calau                       | 12D | Berlin und Umland | 72 kbps | 10 kW    |
| Cottbus (Hufelandstr.)                | 12D | Berlin und Umland | 72 kbps | 1 kW     |